# Paul Diercke

Paul Diercke, 1907

Paul Diercke (* 9. Juli 1874 in Stade; † 23. Juli 1937 in Braunschweig) war ein deutscher Kartograph. Er war der Sohn von Carl Diercke (1842–1913) und folgte seinem Vater nach dessen Tod als Herausgeber des Diercke Weltatlas nach.

## Biographie
Nach dem Abitur 1895 in Osnabrück studierte Diercke Naturwissenschaften mit den Schwerpunkten Botanik und Geographie an den Universitäten Straßburg, München und Berlin. Diercke folgte dem beruflichen Weg seines Vaters und trat 1899 als wissenschaftlicher Geograph und Kartograph in den Verlag George Westermann in Braunschweig ein. 1911 avancierte er zum Leiter der Kartographie-Abteilung und arbeitete spätestens seit dieser Zeit mit seinem Vater am Weltatlas. Nach dem Tod seines Vaters 1913 übernahm er die alleinige Leitung an diesen Arbeiten. Zusätzlich wurde ihm 1913–1921 die Leitung der neu errichteten Hamburger Verlagsniederlassung übertragen. 1916 wurde Paul Diercke zu einer Sondereinheit des Heeres nach Galizien einberufen, wo er geographische und geologische Aufgaben bis Kriegsende wahrnahm. 1923/24 arbeitete Diercke als Dozent für Kartographie und hielt Vorlesungen über Landkartenzeichnen an der Technischen Hochschule Braunschweig.
Am 22. April 1910 heiratete er Karoline Ella Marie Meymund (1881–1940), die Tochter des Schleswiger Domorganisten Friedrich Wilhelm Meymund (1842–1912) und dessen Frau, der Schriftstellerin Anna Lohmann (1851–1934), im Schleswiger Dom. Die Ehe wurde 1913 kinderlos geschieden. Am 2. Oktober 1920 heiratete er in Braunschweig Anna Metha Emilie Wessel. Paul Diercke starb am 23. Juli 1937 in Braunschweig.